# Прпич, Доминик
До́миник Прпич (хорв. Dominik Prpić; родился 19 мая 2004, Загреб) — хорватский футболист, защитник клуба «Порту».

## Клубная карьера
Уроженец Загреба, Прпич начал играть в футбол в шестилетнем возрасте в футбольной академии местного клуба «Загреб». В дальнейшем играл за молодёжные команды клубов «Локомотива» и «Хайдук (Сплит)». В июне 2022 года продлил контракт с «Хайдуком» до лета 2025 года. 12 октября 2022 года дебютировал в основном составе «Хайдука» в матче Кубка Хорватии против клуба «Техничар 1974», а 12 ноября дебютировал в Хорватской футбольной лиге в игре против «Славен Белупо».

## Карьера в сборной
Выступал за сборные Хорватии до 15, до 18 и до 19 лет.